# غرباء يمين
غرباء اليمين (بالتركية: Sağ Garipler)‏ فرقة عسكرية عثمانية تأسست في نهاية القرن 15 وهي إحدى الفرق الست التي التي تُشكل سلاح الفرسان التابع لقوات جند السرايا (قابي قولو) (بالتركية: Kapı kulu Askerleri'nin Süvariler)‏ في الجيش العثماني. كان غرباء اليمين يهاجمون من الجانب الأيمن أثناء المعارك لمحاصرة العدو وتطويقه. كانوا يستخدمون رماحا طولها حوالي 230 سم، وسيوفا منحنية طولها 130 سم ودروعًا كبيرة.[بحاجة لمصدر]
أثناء الحملات العسكرية، كان غرباء اليمين يسيرون بخيولهم على يمين فرسان علوفجية اليمين، وأثناء الحروب كانوا يقفون أسفل الراية على يمين السلطان العثماني. كان جنود غرباء اليمين مُكلفون بحراسة الخيمة والخزائن كل ليلة أثناء الحرب، وحماية الرايات السلطانية. 
كان الغرباء يشاركون في الحروب التي يشارك فيها السلطان أو الحكمدار نفسه.

## التسمية
حملت هذه الفرقة العسكرية اسم "غرباء" لأنها تألفت من جنود أجانب ليسوا أتراكا، جاءوا من الأناضول ومصر وأفريقيا. 

## تجنيدهم
كان يتم اختيار أفراد غرباء اليمين وغرباء اليسار من بين الجنود الذين جاءوا من قصور غلاطة وإبراهيم باشا وأدرنة، وكذلك من بين أولئك الذين أظهروا شجاعة كبيرة في المعارك. 

## بيارقهم
كانت أعلام غرباء اليمين صفراء وبيضاء. 

## معيشتهم ورواتبهم
لم تكن للغرباء ثكنات عسكرية في العاصمة العثمانية، وكانوا يعيشون في القرى والبلدات المحيطة بإسطنبول وأدرنة وبورصة، العواصم الثلاث للدولة العثمانية على مر التاريخ.
في القرن السادس عشر، تراوح عدد فرق الغرباء ما بين 1000 و1500 جندي. وفي القرن السابع عشر، كان عدد غرباء اليمين 410 جنديًا.
وكانت رواتبهم تختلف حسب الأقدمية والمؤهلات، ويتم توزيعها بحضور الصدر الأعظم .

## إلغاء فرقة الغرباء
بعد إلغاء فيلق الإنكشارية عام 1826م، تم إلغاء وحدات الغرباء ومنح أفرادها معاشًا تقاعديًا من الجمارك، مما أدى إلى إنهاء وجودهم رسميًا. 

## أنظر أيضا
- غرباء اليسار.
- علوفجي يمين.
- علوفجي يسار.
- جند السرايا (قابي قولو).

## مصدر
1. ↑  "tr.wiktionary.org-sağ garipler". مؤرشف من الأصل في 16 Ocak 2014. اطلع عليه بتاريخ 5 Haziran 2013. {{استشهاد ويب}}: تحقق من التاريخ في: |تاريخ-الوصول= و|تاريخ-الأرشيف= (مساعدة)
2. ↑  "birdunyabilgi.org-KAPIKULU SÜVARİLERİ". مؤرشف من الأصل في 9 Mayıs 2013. اطلع عليه بتاريخ 5 Haziran 2013. {{استشهاد ويب}}: تحقق من التاريخ في: |تاريخ-الوصول= و|تاريخ-الأرشيف= (مساعدة)
3. ↑  "tarihdefteri.8m.com-Osmanlı İmparatorluğu'nda Askeri Teşkilat". مؤرشف من الأصل في 16 Aralık 2013. اطلع عليه بتاريخ 5 Haziran 2013. {{استشهاد ويب}}: تحقق من التاريخ في: |تاريخ-الوصول= و|تاريخ-الأرشيف= (مساعدة)
4. ↑  "osmanliansiklopedisi-Osmanlıda Garipler". مؤرشف من الأصل في 20 Aralık 2013. اطلع عليه بتاريخ 5 Haziran 2013. {{استشهاد ويب}}: تحقق من التاريخ في: |تاريخ-الوصول= و|تاريخ-الأرشيف= (مساعدة)
5. ↑  "dallog.net - Gureba (Gurebâ, Garipler)". مؤرشف من الأصل في 7 Ocak 2013. اطلع عليه بتاريخ 5 Haziran 2013. {{استشهاد ويب}}: تحقق من التاريخ في: |تاريخ-الوصول= و|تاريخ-الأرشيف= (مساعدة)